# Terranova (Band)
Terranova ist eine deutsche Band.

## Geschichte
Die Band wurde in den 1990er Jahren in Berlin gegründet. Zunächst noch „Turntable Terranova“ genannt, waren die Gründungsmitglieder Fetisch (Dietrich Bergmann), Marco Meister sowie der DJ Kaos (Dennis Kaun). Der Musikstil ist eine Mischung aus Elektro und Hip-Hop.
Die Band war an den Soundtracks der Filme Long Hello & Short Goodbye sowie Wild beteiligt, in denen Nicolette Krebitz die Hauptrolle spielte bzw. Regie führte. Krebitz, Freundin des Bandmitglieds Fetisch, wirkte außerdem in mehreren Stücken der Band mit.
2010 stieß Terranova zum Label Kompakt.

## Diskografie
Alben
| Jahr | Album                                               | Label               |
| ---- | --------------------------------------------------- | ------------------- |
| 1998 | DJ-Kicks: Terranova                                 | Studio K7           |
| 1998 | Close the Door                                      | Copasetik Recording |
| 2002 | Hitchhiking Non-Stop with No Particular Destination | K7 Records          |
| 2002 | B-Sides & Remix Sessions                            | Copasetik Recording |
| 2003 | Peace Is Tough                                      | K7 Records          |
| 2004 | Digital Tenderness                                  | Ministry of Sound   |
| 2012 | Hotel Amour                                         | Kompakt             |
| 2015 | Restless                                            | Kompakt             |